# Pairot Eiammak
Pairot Eiammak (tiếng Thái: ไพโรจน์ เอี่ยมมาก, sinh ngày 25 tháng 2 năm 1992), hoặc còn được biết với tên đơn giản Art (tiếng Thái: อาร์ต), là một cầu thủ bóng đá người Thái Lan thi đấu ở vị trí thủ môn cho câu lạc bộ Giải bóng đá Ngoại hạng Thái Lan Sukhothai.

## Danh hiệu

### Câu lạc bộ
Nakhon Ratchasima
- Thai Division 1 League (1): 2014